# Décès en 1057
Décès
- 1053
- 1054
- 1055
- 1056
- 1057
- 1058
- 1059
- 1060
- 1061

Cette page dresse une liste de personnalités mortes au cours de l'année 1057 :
- 10 ou 21 mai : Abu-l-Ala al-Maari, poète arabe aveugle et libre-penseur (né en 979).
- 28 juillet : Victor II, 153e pape.
- août : Onfroi de Hauteville,  ou Onfroi d'Apulie, troisième comte  normand d’Apulie.
- 15 août : Macbeth Ier, roi d'Écosse de 1040 à 1057, tué par Malcolm III Canmore à la bataille de Lumphanan (° v. 1005).
- 28 août : Abe no Yoritoki, chef du clan Abe des Emishi.
- 3 septembre : Renaud Ier, comte de Bourgogne.
- 28 septembre : Otton III, duc de Souabe.

- Abu-l-Ala al-Maari, ou Aboulala el-Maʿarri,  poète syrien.
- Adalbéron d'Eppenstein, évêque de Bamberg.
- Ala al-Din Abu'l-Ghana'im Sa'd (en), homme d’État iranien.
- Di Qing (en), militaire chinois.
- Édouard l'Exilé,  dit aussi Édouard d'Outremer, fils du roi Edmond II d'Angleterre.
- Heca (en), évêque de Chichester.
- Jōchō,  sculpteur japonais.
- Léofric de Mercie, comte de Mercie.
- Pandolf V de Capoue, prince de Capoue.
- Ralph de Hereford, ou Ralph le Timide, comte de Vexin et d’Amiens, et de Godjifu.
- Rado (en), palatin du royaume de Hongrie.
- Renaud Ier de Bourgogne, 2e comte de Bourgogne,  (1er comte palatin de Bourgogne) de la Maison d'Ivrée.
- Saint Gurloës, également en tant que Saint Urlo, saint Urlou ou saint Ourlou, premier abbé de l'abbaye Sainte-Croix de Quimperlé.

date incertaine (vers 1057)
- Isaac ibn Yashush, Isaac Abu Ibrahim ibn Yashush ibn Saqtar (ou ibn Kastar), Isaac ibn Jasos ibn Saktar ou Abu Ibrahim Isaac ibn Yashush, également appelé Yiẓḥaḳi, Yizchaki ou encore Itzchaki, nom parfois francisé en Issac ben Jésus, médecin, exégète et grammairien hébraïque.
- Ostromir, voïvode de l'Ancienne Russie qui fut posadnik (équivalent plus ou moins à podestat en occident) de Novogorod.

## Crédit d'auteurs
- Cet article est partiellement ou en totalité issu de l'article intitulé « 1057 » (voir la liste des auteurs).